# Abborrtjärnen (Bollebygds socken, Västergötland, 640675-130050)
Abborrtjärnen är en sjö i Bollebygds kommun i Västergötland och ingår i Göta älvs huvudavrinningsområde.